# Hole
A Hole amerikai alternatív rock/grunge/punk rock-együttes volt, amely két évtizeden keresztül működött: először 1989-től 2002-ig, majd 2009-től 2012-ig. Los Angelesben alakultak. Számos tagja közül öt név emelhető ki: Courtney Love, Eric Erlandson, Patty Schemel, Kristen Pfaff (1994-ben elhunyt), és Melissa auf der Maur.
Az együttes egy hirdetés alapján alakult, melyet Courtney Love adott fel. Első albumuk 1991-ben jelent meg. Ezen a nagylemezen még punk rockot, noise rockot és art punkot játszottak, későbbi lemezeiken áttértek az alternatív rock és a grunge műfajokra, miközben a punk rock hangzás megmaradt. 
Celebrity Skin és Live Through This című albumaik szerepelnek az 1001 lemez, amelyet hallanod kell, mielőtt meghalsz című könyvben. 

## Tagok
- Courtney Love – ének, ritmusgitár (1989–2002, 2010–2012)
- Eric Erlandson – gitár (1989–2002, 2012)
- Mike Geisbrecht – ritmusgitár (1989–1990)
- Lisa Roberts – basszusgitár (1989–1990)
- Caroline Rue – dob (1989–1992)
- Jill Emery – basszusgitár (1990–1992)
- Leslie Hardy – basszusgitár (1992–1993)
- Kristen Pfaff – basszusgitár, vokál (1993–1994, 1994-ben elhunyt)
- Patty Schemel – dob (1992–1998, 2012)
- Melissa Auf der Maur – basszusgitár, vokál (1994–1999, 2012)
- Samantha Maloney – dob (1998–2000)
- Micko Larkin – gitár (2010–2012)
- Shawn Dailey – basszusgitár (2010–2012)
- Stu Fisher – dob (2010–2011)
- Scott Lipps – dob (2011–2012)

## Nagylemezek
- Pretty on the Inside (1991)
- Live Through This (1994)
- Celebrity Skin (1998)
- Nobody's Daughter (2010)